# Dieffenthal
Dieffenthal ist eine französische Gemeinde mit 249 Einwohnern (Stand 1. Januar 2021) am Ostrand der Vogesen im Département Bas-Rhin in der Region Grand Est (bis 2015 Elsass). Die Gemeinde ist Mitglied im Gemeindeverband Communauté de communes de Sélestat.
Ein wichtiger Erwerbszweig ist die Landwirtschaft und hier besonders der Weinbau, was auch in der Darstellung des Wappens zum Ausdruck kommt. Der Ort liegt an der Elsässer Weinstraße, zwischen Dambach-la-Ville im Norden und Scherwiller im Süden. 
Die Départementsstraße D 38 führt östlich am Dorf vorbei. Zum Sitz der Unterpräfektur im südöstlich gelegenen Schlettstadt sind es etwa acht Kilometer.

## Wappen
Wappenbeschreibung: In Silber ein belaubter und fruchtender Rebstock von drei roten Herzen (2:1 gestellt) begleitet.

## Bevölkerungsentwicklung
| Jahr      | 1962 | 1968 | 1975 | 1982 | 1990 | 1999 | 2004 | 2008 | 2017 |
| Einwohner | 170  | 176  | 174  | 166  | 246  | 226  | 234  | 251  | 256  |